# Kuurne
Kuurne é um município belga da província da Flandres Ocidental. O município é constituído apenas pela vila de Kuurne propriamente dita. Em 1 de Janeiro de 2006, o município tinha 12. 591 habitantes, uma superfície total de 10, 01 km² a que correspondia a uma densidade populacional de 1258 habitantes por km². O município está geminado com o de Kuressaare na Estónia.